# Torben Wolf-Jürgensen
Torben Wolf-Jürgensen (født 14. marts 1978 i Holstebro) er en dansk atlet medlem af Esbjerg AM og tidligere i Esbjerg AF og Aalborg AM.
Som ungdom og junior vandt han 34 danske ungdomsmesterskaber og til at starte med var det i spydkast Wolf-Jürgensen nåede de bedste resultater, bl.a. blev det dansk juniorrekord i 1997 med 69,34 ved junior-EM i Ljubljana. I 1999 flyttede han til Aalborg, hvor han frem til sommeren 2003 læste til landinspektør på Aalborg Universitet og stillde under disse år op for Aalborg AM.
På grund af en dårlig albue gik han over til hammerkast, i 2000 satte han jysk rekord med 66,90 og kunne 2001 sætte personlig rekord i spydkast med 70,03. 2002 debuterede han på seniorlandsholdet og kastede samme år 19,69 i vægtkast.
Wolf-Jürgensens bedste øvelse er kastefemkamp, han 2015 formåde at vinde sin 17. DM-titel i denne øvelse. Han vandt sin første titel i 1997, tabte den året efter til Jan Bielecki for så at vinde hvert år frem til nu – med undtagelse af 2006, hvor en skade forhindrede hans deltagelse.
Wolf-Jürgensens far Preben Wolf-Jürgensen var en af Danmarks bedste længdespringere i sin tid med et bedste resultat på 7,30 i 1975. Hans storebror Bjarke Wolf-Jürgensen vandt en dansk indendørstitel på 800 meter i 1997.

## Internationale ungdomsmesterskaber
- 1997 JEM Hammerkast 17. plads 59,54
- 1997 JEM Spydkast 8. plads 68,52
- 1995 Ungdoms-OL Spydkast (800g) 7.plads 58,40

## Danske mesterskaber
Denne liste er ufuldstændig; hjælp gerne med at udfylde den.
- Guld 2015 Kastefemkamp
- Guld 2014 Kastefemkamp

- Guld 2013 Kastefemkamp
- Guld 2013 Hammerkast 61,83
- Guld 2012 Kastefemkamp
- Guld 2012 Vægtkast 17,74
- Guld 2012 Hammerkast 61,98
- Guld 2011 Kastefemkamp
- Guld 2011 Vægtkast 17,67
- Guld 2011 Hammerkast 61,73
- Guld 2010 Kastefemkamp 4063
- Guld 2010 Vægtkast 17,67
- Guld 2010 Hammerkast 61,25
- Bronze 2010 Spydkast 60,94
- Guld 2009 Hammerkast 66,94
- Guld 2009 Vægtkast 19,31
- Guld 2009 Kastefemkamp 4399
- Guld 2008 Hammerkast 64,43
- Guld 2008 Vægtkast 18,19
- Guld 2008 Kastefemkamp 4202
- Guld 2007 Kastefemkamp 4173
- Sølv 2007 Vægtkast 18,72
- Bronze 2007 Spydkast 63,71
- Sølv 2007 Hammerkast 64,16
- Sølv 2006 Diskoskast 48,77
- Bronze 2006 Spydkast 64,38
- Guld 2006 Vægtkast 19,22
- Guld 2006 Hammerkast 65,93
- Guld 2005 Kastefemkamp 4488
- Bronze 2005 Diskoskast 49,42
- Sølv 2005 Hammerkast 65,32
- Bronze 2005 Spydkast 65,53
- Guld 2005 Vægtkast 19,09
- Guld 2004 Kastefemkamp 4419
- Sølv 2004 Vægtkast 18,58
- Sølv 2004 Hammerkast 64,44
- Bronze 2004 Kuglestød 15,28
- Guld 2003 Kastefemkamp 4111
- Bronze 2003 Vægtkast 16,86
- Bronze 2003 Spydkast 66,99
- Guld 2002 Kastefemkamp 4351
- Sølv 2002 Spydkast 66,66
- Sølv 2002 Vægtkast 19,69
- Sølv 2002 Hammerkast 64,77
- Bronze 2001 Spydkast 61,60
- Sølv 2001 Hammerkast 64,00
- Guld 2001 Kastefemkamp 4386
- Bronze 2000 Vægtkast 19,18
- Sølv 2000 Spydkast 66,66
- Sølv 2000 Hammerkast 66,90
- Guld 2000 Kastefemkamp 4403
- Sølv 2000 Kuglestød inde 16,12
- Guld 1999 Kastefemkamp 4279
- Sølv 1999 Spydkast 65,45
- Bronze 1998 Hammerkast 64,50
- Bronze 1998 Spydkast 65,74
- Guld 1997 Kastefemkamp 4119

## Personlige rekorder
- Hammerkast: 67,63 2006
- Spydkast: 70,19 2009
- Vægtkast: 19,38 2005
- Diskoskast: 51,06 2005
- Kuglestød: 16,59 2006
- Kastefemkamp: (64,20; 15,51; 51,06; 18,38; 65,69) 4507 2005